# Martin Lamou
Martin Lamou (ur. 13 maja 1999) – francuski lekkoatleta specjalizujący się w trójskoku. 
Dwunasty zawodnik mistrzostw świata juniorów młodszych w Cali (2015). Rok później zdobył złoto na europejskim czempionacie do lat 18. W 2017 triumfował na mistrzostwach Europy juniorów w Grosseto.
Rekordy życiowe: stadion – 16,97 (23 lipca 2017, Grosseto); hala – 16,89 (18 lutego 2018, Liévin).

## Osiągnięcia
| Rok  | Impreza                               | Miejsce  | Lokata      | Wynik |
| ---- | ------------------------------------- | -------- | ----------- | ----- |
| 2015 | Mistrzostwa świata juniorów młodszych | Cali     | 12. miejsce | 14,34 |
| 2016 | Mistrzostwa Europy juniorów młodszych | Tbilisi  | 1. miejsce  | 16,03 |
| 2017 | Mistrzostwa Europy juniorów           | Grosseto | 1. miejsce  | 16,97 |